# Hugo Boss
 Denne artikel omhandler beklædningsfirmaet Hugo Boss. Opslagsordet har også en anden betydning, se Hugo Boss (person).
HUGO BOSS AG er et tysk beklædningsfirma med hovedsæde i Metzingen, syd for Stuttgart. Samme sted ligger også Tysklands største outletcenter. Boss eller Hugo Boss er et af de mest kendte tyske tøjmærker.

## Historie
Firmaet blev grundlagt i Metzingen i 1924 af Hugo Ferdinand Boss (1885–1948).
I 1930'erne bestod ledelsen af nationalsocialister og fik derigennem ordrer til fremstilling af uniformer til SA, SS, Wehrmacht og Hitlerjugend. Firmaet beskæftigede tvangsarbejdere fra Vest- og Østeuropa. I efterkrigsopgøret blev Hugo Boss klassificeret som "belastet", da Boss allerede inden 1933 havde indmeldt sig i nazistpartiet.

## Mærker
BOSS fører følgende fem tøjlinjer:
- BOSS Black. (Denne linje tilbydes både til mænd og kvinder. Den er velegnet som både businessbeklædning, såvel som aftenbeklædning.)
- BOSS Selection. (Selection er BOSS' Premiumlinje.)
- BOSS Orange. (Orange tilbyder fritidsmode til mænd og kvinder.)
- BOSS Green. (Green tilbyder funktionel sportsbeklædning til bl.a. golf, skisport og sejlsport.)
- HUGO. (HUGO retter sig mod et yngre klientel af både mænd og piger, der ønsker at kreere en egen stil.)

Mærket Baldessarini blev den 1. september 2006 solgt til den tidligere Hugo Boss-direktør Werner Baldessarini.